# Szigeti György (játékvezető)
Szigeti György (1908 – 1980. augusztus 19. előtt) magyar nemzetközi labdarúgó-játékvezető. Más források szerint Szigeti László.

## Pályafutása

### Nemzeti játékvezetés
Ellenőreinek, sportvezetőinek javaslatára lett NB. I-es játékvezető.
A FIFA 50 éves korhatárig foglalkoztatta a nemzetközi minősítésű játékvezetőket. 1962 júniusában a Magyar Testnevelési és Sport Tanács (MTST) – különféle sportpolitikai indokokkal – rendeletet adott ki, hogy az élvonalbeli játékvezetők korhatárát azonnali hatállyal 45 évben határozza meg. A határozatot az MLSZ Játékvezető Bizottságának (JB) kötelező módon alkalmaznia kellett, így egy csapásra 37 játékvezetőnek (nemzetközi, nemzeti, egyéb besorolás) kellett azonnal visszavonulnia. Az aktív nemzeti játékvezetést 1962-ben fejezte be. Első ligás mérkőzéseinek száma: 69.
| Időpont            | Helyszín                   | Mérkőzés típusa           | Mérkőzés               | Eredmény |
| ------------------ | -------------------------- | ------------------------- | ---------------------- | -------- |
| 1946. november 17. | Megyeri út stadion, Újpest | első NB. I-es mérkőzése   | Újpesti TE–Vasas SC    | 1 : 1    |
| 1962. április 1.   | Városi Stadion, Komló      | utolsó NB. I-es mérkőzése | Komlói BSK–Szegedi EAC | 2 : 2    |

### Nemzetközi játékvezetés
A Magyar Labdarúgó-szövetség (MLSZ) Játékvezető Bizottsága (JB) 1945-ben terjesztette fel nemzetközi játékvezetőnek, a Nemzetközi Labdarúgó-szövetség (FIFA) bíróinak keretébe. Több nemzetek közötti válogatott és klubmérkőzést vezetett vagy működő társának partbíróként segített. 
Az aktív nemzetközi játékvezetéstől 1962-ben  búcsúzott. Válogatott mérkőzéseinek száma: 3.

## Statisztika

### Nemzetközi válogatott mérkőzései
| #  | Dátum                | Helyszín                     | Hazai         | Eredmény | Vendég        | Kiírás      | Gólok | Esemény |
| -- | -------------------- | ---------------------------- | ------------- | -------- | ------------- | ----------- | ----- | ------- |
| 1. | 1945. augusztus 19.  | Budapest, Üllői úti pálya    | Magyarország  | 2 – 0    | Ausztria      | barátságos  | -     |         |
| 2. | 1948. június 20.     | Bukarest, Stadionul Giuleşti | Románia       | 3 – 2    | Bulgária      | Balkán-kupa | -     |         |
| 3. | 1952. szeptember 14. | Prága, Hadsereg-stadion      | Csehszlovákia | 2 – 2    | Lengyelország | barátságos  | -     |         |
|    | Összesen             |                              |               | 3        | mérkőzés      |             |       |         |

## Külső hivatkozások
- Szigeti György. World Referee. [2015. szeptember 30-i dátummal az eredetiből archiválva]. (Hozzáférés: 2012. szeptember 11.)
- Szigeti György. eu-football.info. (Hozzáférés: 2012. szeptember 11.)
- Szigeti György. futball-adattar.hu. [2012. november 14-i dátummal az eredetiből archiválva]. (Hozzáférés: 2012. szeptember 11.)